# 帕吉特島
帕吉特島（英語：Paget Island）是百慕達的島嶼，位於聖喬治島和聖大衛島之間的大西洋海域，長0.65公里、寬0.22公里，面積0.14平方公里，最高點海拔高度14米，島上無人居住。
32°22′31″N 64°39′36″W / 32.37528°N 64.66000°W